# Barbara Morgan
Barbara Radding Morgan (Fresno, 28 novembre 1951) è un'ex astronauta e insegnante statunitense. Nel 2007 ha partecipato alla missione spaziale STS-118 come Specialista di missione.

## Studi
Nel 1973 ha conseguito un bachelor of arts in biologia umana presso l'Università di Stanford. Nel 1974 ha ottenuto la qualifica di insegnante presso la Notre Dame de Namur University di Belmont (California).

## Insegnamento
Morgan ha iniziato la sua carriera di insegnante nel 1974 ad Arlee nel Montana, dove insegnava lettura di recupero e matematica. Dal 1975 al 1978 ha insegnato le stesse materie a McCall nell'Idaho. Fra il 1978 ed il 1979 ha insegnato inglese e scienze a Quito (nell'Ecuador), poi, fino al 1998, ha insegnato nuovamente nell'Idaho.

## Esperienza alla NASA
Il 19 luglio 1985 è stata selezionata dalla NASA nel progetto Teacher in Space. Tra il settembre del 1985 ed il gennaio del 1986 Morgan ha seguito l'addestramento al Johnson Space Center di Houston insieme con Christa McAuliffe e l'equipaggio della missione STS-51-L dello Shuttle Challenger. Dopo il disastro del Challenger Morgan ha parlato alle organizzazioni per l'insegnamento attraverso gli Stati Uniti. Alla fine del 1986 è tornata nell'Idaho ad insegnare.
Nel gennaio del 1998 è stata selezionata dalla NASA come prima insegnante astronauta. Dopo due anni di addestramento e valutazioni le sono stati assegnati dei compiti tecnici all'Astronaut Office Space Station Operations Branch. Recentemente ha lavorato come capsule communicator agli equipaggi in orbita al centro di controllo della missione di Houston.
Ha partecipato alla missione STS-118 dello Shuttle nell'estate del 2007 il cui scopo era l'assemblaggio della Stazione spaziale internazionale. Durante la missione Morgan ha tenuto delle lezioni dallo spazio così come avrebbe dovuto fare McAuliffe più di vent'anni prima.

## Vita privata
Morgan è nata nella California, è sposata con Clay Morgan ed ha due figli.